# Berliner Wespen
Berliner Wespen war der Name einer Satirezeitschrift, die von Julius Stettenheim in Hamburg unter dem Namen Hamburger Wespen gegründet worden war. Das humoristisch-satirische Blatt firmierte ab 1868 als Berliner Wespen und seit 1891 als Deutsche Wespen.

## Profil
Die Berliner Wespen zählen neben den Satirezeitschriften Ulk und Kladderadatsch zu den führenden Satirezeitschriften des deutschen Kaiserreichs. Die Zeitung wird allgemein der Deutschen Fortschrittspartei und später der Deutschen Freisinnigen Partei nahestehend zugerechnet.

## Geschichte

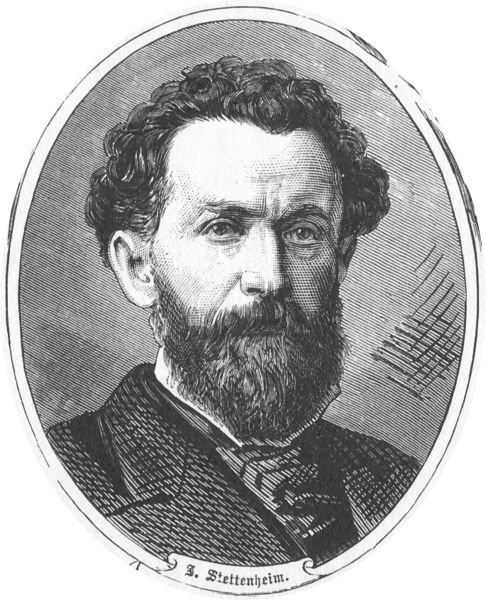
Julius Stettenheim

Julius Stettenheim gründete die Zeitung 1862 in Hamburg unter dem Namen Hamburger Wespen, nachdem er zuvor bereits mit dem Almanach zum Lachen (1858–1863) einen satirischen Kalender herausgegeben hatte. In den ersten Jahren konnte Stettenheim wegen eines Haftbefehls in Preußen seine Vaterstadt nicht verlassen. Gleich in der ersten Nummer empfahlen sich die Hamburger Wespen ihren Lesern mit den Worten:

„Die Wespen lassen den ersten Flügelschlag ihrer freien Seele rauschen. […] Die Wespen verwunden Keinen, der sie nicht ärgert. Moral: Man ärgere sie nicht! […] Die Farbe, mit der sie gedruckt werden, ist Schwarz, jedoch wird man, wenn man genau hinsieht, weder Roth, noch Gold dabei vermissen. […] Sie bitten, daß Gott ihr Deutschland gegen dessen Väter und ihren Redakteur gegen den Staatsanwalt in Schutz nehmen möge! Amen!“

Bereits im ersten Jahr ihres Bestehens konnten sie erfolgreich den Unmut Otto von Bismarcks erregen, der gerade im preußischen Verfassungskonflikt unter heftigem Beschuss stand. „Artig“ bedankten sie sich in Nummer 18, 1863:
„Ha, Bismarck, Wespenleser Du,

Bewegt Gemüth, gieb Dich zur Ruh,

Was hilft dein Criminal-Edict?

Die Wespen sind Dir zu geschickt. Aetsch! Aetsch!

Und würdest Du auch nicht am End’

Der Wespen fester Abonnent,

Für die Reclame sagen wir

Den Besten Dank, Herr Bismarck, Dir. Aetsch! Aetsch!“
Als der Haftbefehl gegen Julius Stettenheim dann schließlich mit der Amnestie von 1866 aufgehoben wurde, wechselte dieser 1868 nach Berlin und benannte sein Blatt in Berliner Wespen um.

## Erscheinungsweise
Die Zeitschrift erschien seit 1868 wöchentlich. Sie lag verschiedenen Zeitungen bei, so der Tribüne, dem Berliner Börsen-Courier oder der von Eugen Richter herausgegebenen Freisinnigen Zeitung, war aber auch separat abonnierbar.

## Mitarbeiter
Neben Julius Stettenheim war auch Alexander Moszkowski als Redakteur an der Zeitung beteiligt. Allerdings wurden die Artikel nicht namentlich gekennzeichnet, sodass eine Zuordnung der Artikel zu den Autoren erschwert wird. Die Karikaturen stammten zumeist von Gustav Heil.

## Schwerpunkte

### Kampf gegen den Antisemitismus

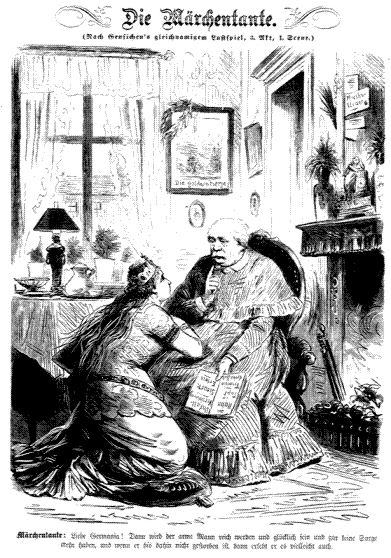
Die Märchentante Bismarck erzählt der Germania von den „Goldenen Bergen“. Unterschrift: Märchentante: „Liebe Germania! Dann wird der arme Mann reich werden und glücklich sein und gar keine Sorge mehr haben, und wenn er bis dahin nicht gestorben ist, dann erlebt er es vielleicht auch.“ Aus: Berliner Wespen.

Die Berliner Wespen begleiteten das Aufkommen des politischen Antisemitismus ab Ende der 1870er Jahre mit ihrem Spott. Bereits 1879 machten sie sich über Behauptungen in der dem katholischen Zentrum nahestehenden Zeitung Germania lustig, in Deutschland nähmen die Juden überhand. In dem Artikel Zahlen beweisen! persiflierten sie die antisemitischen Rechenkünste:

„Hierzu rechne man die unglaubliche Fruchtbarkeit jenes Stammes. Von fünf eigens zu diesem Zwecke statistisch untersuchten jüdischen Ehepaaren hatten zwei eine Nachkommenschaft von je drei, eines eine solche von zwei Kindern, während zwei Paare kinderlos waren. Mithin stellt sich der durchschnittliche Kindersegen der Juden auf 11 Stück pro Familie. Ließe man jene 5 Paare sich ungehindert fortentwickeln, so würden sie bereits in der vierten Generation zu der enormen Menge von acht Trillionen Menschen angeschwollen sein und schon lange vorher alle Christen in den Ocean gedrängt haben. Die elementare Pflicht der Selbsterhaltung gebietet mithin, dem Zustandekommen jener Progression bei Zeiten durch Ausrottung einen Riegel vorzuschieben.
Es erscheint dies um so nothwendiger, als die Methode des Gelderwerbs bei den Juden mit der Zeit zu den größten Unzuträglichkeiten führen muß. Der Normaljude verdient – was bei der Schlauheit der Race eher zu niedrig gegriffen ist – eine halbe Mark in der Minute, wovon etwa 45 Pf. auf unlauteren Erwerb entfallen. Rechnet man den Tag zu nur 5000 Minuten, so ist Jener nach einem Monate bereits Millionär. Ließe man eine der obenerwähnten Familien ungestört fortmanövriren, so würde sie nach Verlauf eine Schaltjahres die erste Kubikmeile Gold besitzen; die folgende Generation würde aus der Goldmenge bereits eine Kugel zu bilden im Stande sein, innerhalb deren der Mond seine Wanderung um die Erde bequem ausführen könnte. Also seid auf dem Posten, Germanen!“

### Kampf gegen die reaktionäre Wende in der Wirtschaftspolitik
Ende der 1870er Jahre wandte sich Otto von Bismarck von der bis dahin relativ liberalen Wirtschaftspolitik ab. In dem Artikel Neuere Steuern empfahlen die Berliner Wespen den „Steuerfreunden“ der offiziösen Norddeutschen Allgemeinen Zeitung, die eine Katzensteuer angeregt hatten, einige weitere Steuern in Betracht zu ziehen, wie eine Spinnen-, Singvögel-, Goldfisch- und Entensteuer. Das von Otto von Bismarck geforderte Tabakmonopol solle durch eine allgemeine „Rauchpflicht“ ergänzt werden:

„Die Verpflichtung zum Rauchdienst bei der Pfeife, beziehungsweise bei der Cigarre beginnt mit dem elften Lebensjahr und dauert lebenslänglich. Während der ersten dreißig Jahre sind die Rauchmannschaften zum ununterbrochenen Paffen verpflichtet; die Benutzung von Nicht-Rauchcoupées und das Betreten solcher Orte, an denen das Rauchen verboten ist, wird ihnen strengstens untersagt.“

In einer Reportage über eine in der Zukunft in Berlin stattfindende internationale „Steuerausstellung“ würdigte Alexander Moszkowski die führende Stellung Deutschland bei der „Steuerfabrikation“:

„Schon hier wollen wir in Kurzem der internationalen Jury gedenken, welche am Schlusse der Ausstellung Medaillen, Ehrenpreise und Diplome an die besten Leistungen vertheilen wird. Die große goldene Medaille soll an den Aushecker der hervorragendsten Steuer, das heißt derjenigen Steuer, die bei größter Belästigung des Publikums und kleinster Controlirbarkeit den relativ geringsten Betrag abwirft, vergeben werden. Man nimmt an, daß diese Medaille in Berlin bleiben wird.“

### Kritik der Sozialdemokraten und des Sozialistengesetzes

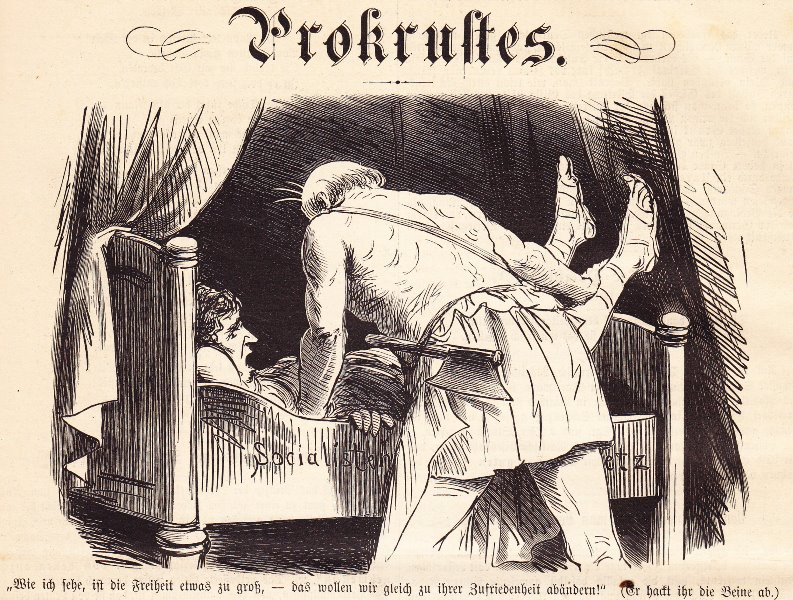
Bismarck: „Wie ich sehe, ist die Freiheit etwas zu groß, – das wollen wir gleich zu ihrer Zufriedenheit abändern!“ (Er hackt ihr die Beine ab.) Aufschrift auf dem Bett: Socialistengesetz. Aus: Berliner Wespen, 1878

Die Berliner Wespen standen einerseits der Sozialdemokratie kritisch gegenüber, andererseits wandten sie sich gegen die Einführung des Sozialistengesetzes. Beides brachten sie in ihrem eigenen Vorschlag für ein Sozialistengesetz zusammen, dessen erste vier Paragraphen lauten sollten:

„§ 1. Die Reden, welche die Herren Bebel, Hasselmann, Liebknecht, Fritzsche, Bracke und Reinders im Reichstag gehalten haben, werden auf Kosten der verbündeten Regierungen unverändert abgedruckt und jedem Deutschen in’s Haus geschickt.

§ 2. Die Behörden haben Sorge zu tragen, daß den socialistischen, socialdemokratischen und communistischen Reiserednern, wo dieselben eine Versammlung abhalten wollen, zu diesem Zweck eine hinreichend große Lokalität eingeräumt wird, damit sie von möglichst Vielen gehört werden.

§ 3. Die socialdemokratischen Blätter, namentlich die Berliner Freie Presse und der Leipziger Vorwärts, sind auf Kosten der Regierung in den meistbesuchten Restaurants und Bierhallen, wenn erforderlich in mehreren Exemplaren auszulegen.

§ 4. Besonders maßlose Gotteslästerungen und Majestätsbeleidigungen, welche sich in den socialistischen Blättern finden, oder welche in den Versammlungen geäußert worden sind, werden mit einfacher Angabe der Quelle im Reichsanzeiger und in allen Kreisblättern officiell weiterverbreitet und an allen Straßenecken und Säulen affichirt.“

In einer Reichstagsdebatte verdammen die Sozialdemokraten die Unmenschlichkeit des Gesetzes:

„Abg. Bebel. Meine Herren, es ist schwer, Ihnen zu sagen, was wir Vertreter der Socialdemokratie angesichts dieser Vorlage fühlen. Schon der Beifall, welcher der Verlesung folgte, wird Ihnen gesagt haben, daß es sich hier um eine der grausamsten Regierungsmaßregeln handelt. Ich will nur darauf hinweisen, wieviele Existenzen Sie bedrohen, wenn Sie dies Gesetz annehmen. Zahlreiche Arbeiterführer werden bald außer Brod, (Bravo!) ja, gezwungen sein, selbst zu arbeiten. (Bravo!) Most wird bis zum Buchbinden, (Oho!) Fritzsche bis zum Cigarrenarbeiten zurückgetrieben werden! (Ironisches Gelächter.) Meine Herren, nehmen Sie das Gesetz an, und eine Armee von vielleicht hundert brodlos gewordenen Agitatoren wird ihr Haupt erheben! (Heiterkeit.)“

## Karikaturen

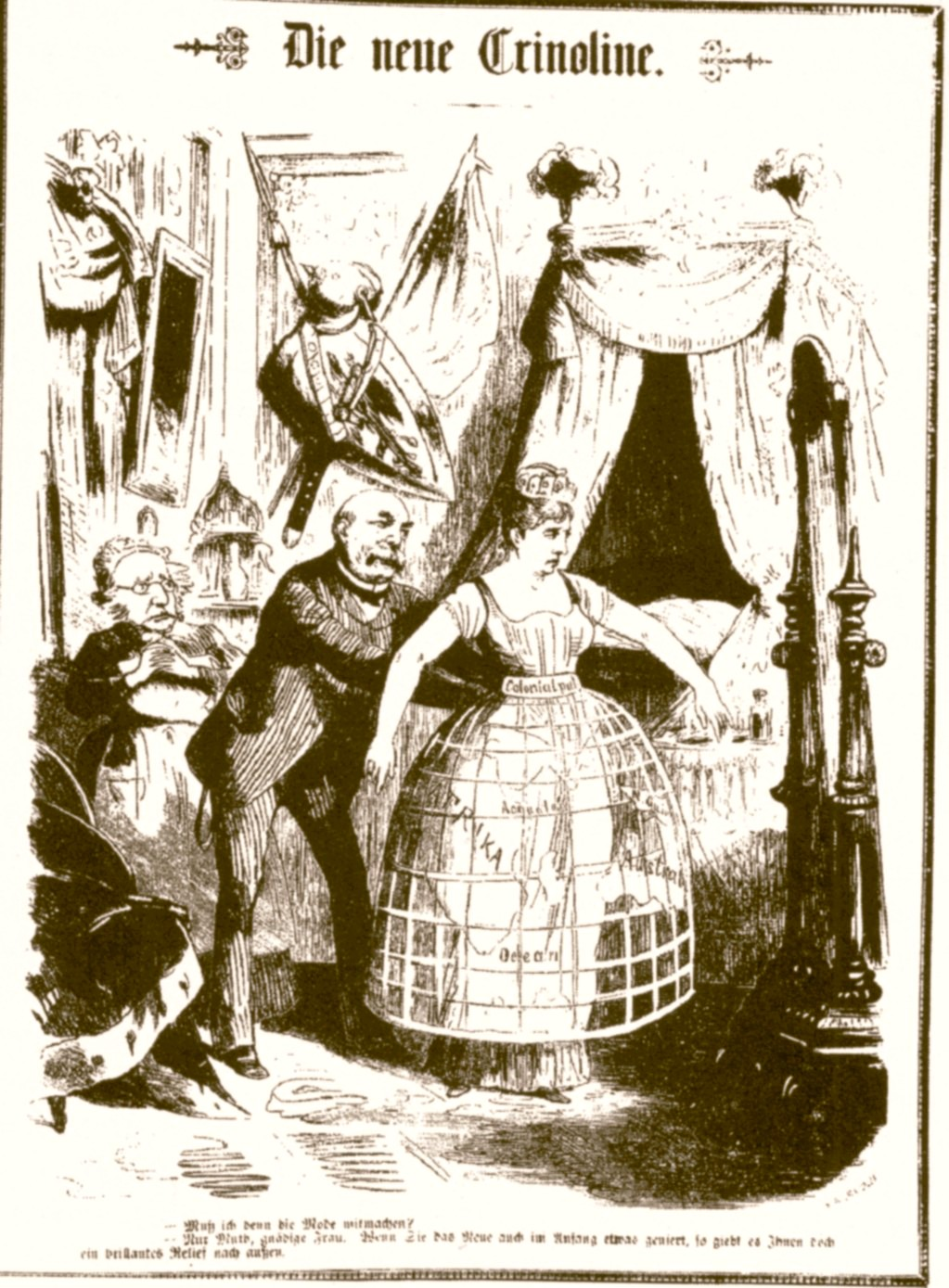
Die neue Crinoline, Karikatur in der Ausgabe vom 13. März 1885
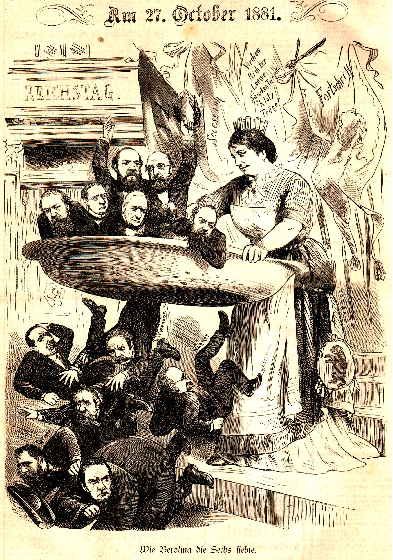
Wie Berolina die Sechs siebte: Anlässlich des Wahlsieges der Deutschen Fortschrittspartei über die Berliner Bewegung, Karikatur in der Ausgabe vom 2. November 1881
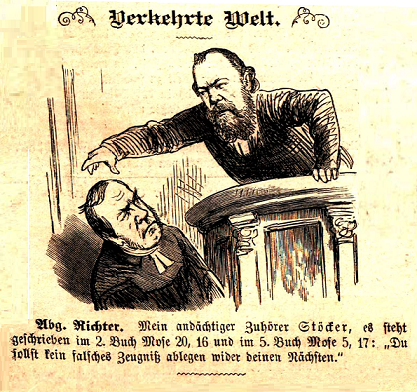
Verkehrte Welt, Eugen Richter hält dem Hofprediger Adolph Stöcker eine Predigt: „Du sollst kein falsches Zeugnis ablegen wider Deinen Nächsten“, Karikatur in der Ausgabe vom 8. Juni 1881
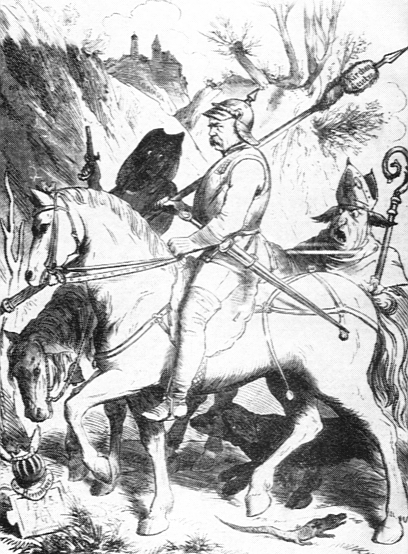
Bismarck und die Kirchengesetze, in Anlehnung an Dürers Ritter, Tod und Teufel, 1875